# Tumba de Seutes III

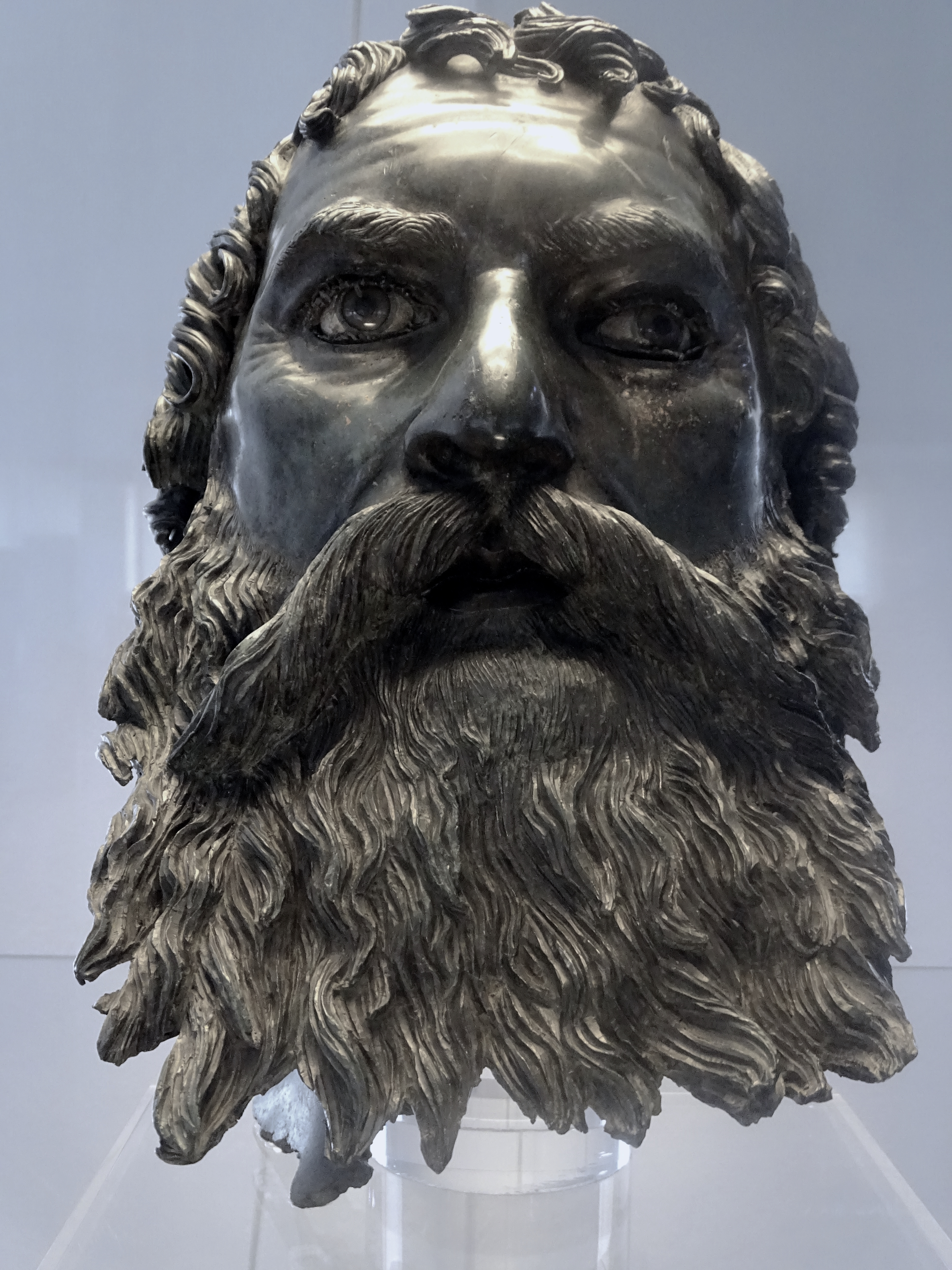
Cabeza de bronce de Seutes III encontrada en su tumba.

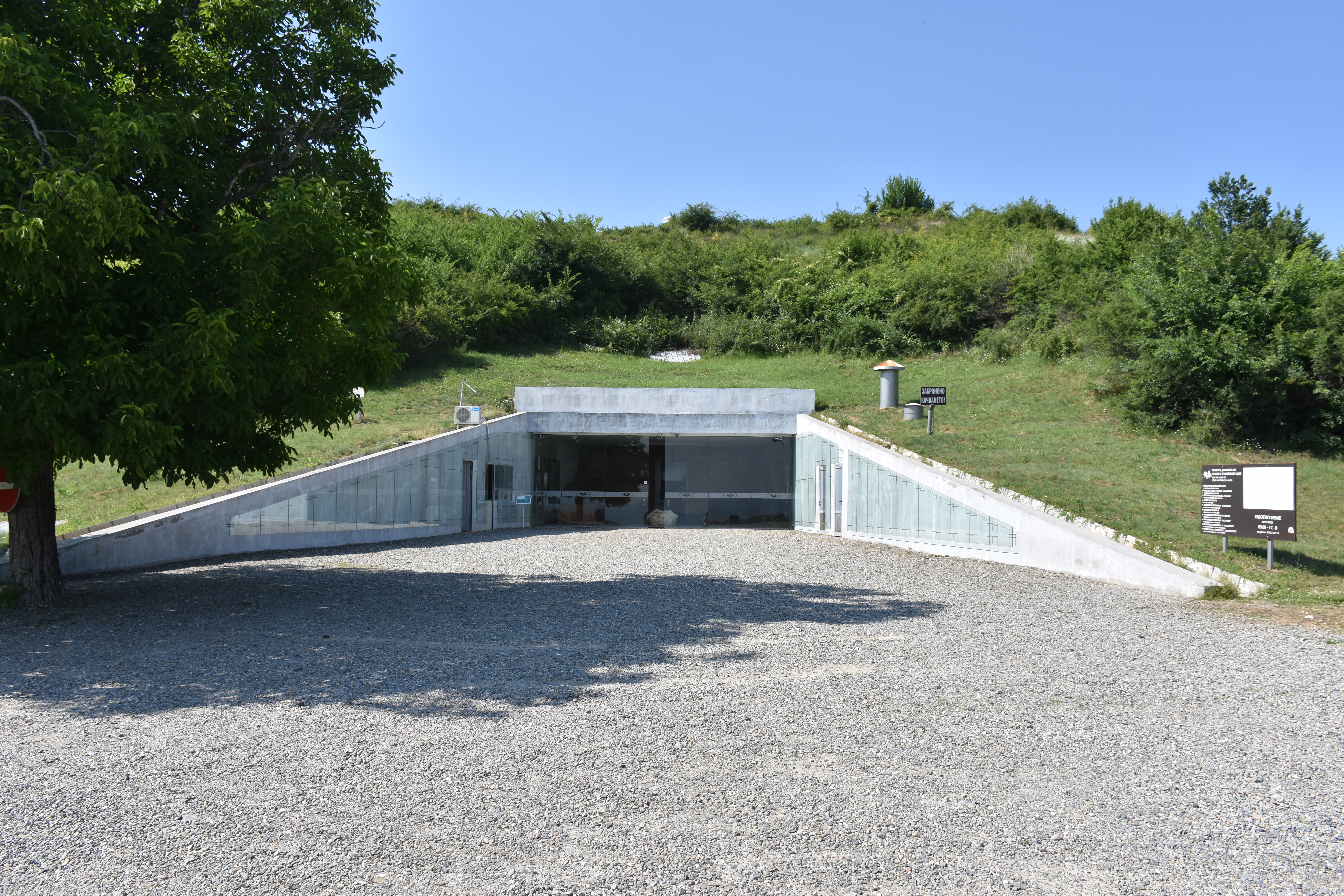
Tumba de Seutes III.

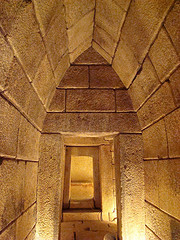
Interior

La Tumba de Seutes III está ubicada cerca de Shipka y Kazanlak, en Bulgaria. Seutes III fue monarca del Reino odrisio de Tracia entre los años 331 y 300 a. C. y fue el fundador de la cercana ciudad tracia de Seutópolis. Es una de las tumbas más elaboradas del Valle de los reyes tracios.

## Diseño
La tumba tiene una fachada impresionante, con un largo pasillo de 13 metros que actúa como entrada y tres estancias consecutivas de gran tamaño. La primera habitación es rectangular, alberga un techo semicircular y ovalado y en ella fue sacrificado un caballo. La siguiente habitación es circular y alberga una cúpula, mientras que la tercera habitación está esculpida en un gran bloque de piedra y alberga una techumbre avalada, asimilándose a un sarcófago. En el interior hay una cama funeraria modelada.
En su interior también se encontró el célebre busto de bronce que se cree que representa al monarca Seutes III. Los ojos están hechos de alabastro y pasta de vidrio y las pestañas y cejas de cintas cobrizas.

## Historia y uso
La tumba era originalmente un templo monumental en el túmulo Golyama Kosmatka, construida en la segunda mitad del siglo V a. C. Después de su uso extenso como templo, a finales del siglo III a. C., Seutes III fue enterrado en su interior. La cámara funeraria contuvo las pertenencias personales consideradas necesarias para la vida tras la muerte del monarca. Incluye rodilleras, un casco dorado con figuras, una armadura de cuero con un collar (coraza realizada con hilos dorados), una espada grande y lanzas. Además, se encontraron recipientes de bronce, y tres ánforas grandes de cerámica que estuvieron rellenas de vino tracio. El pavimento y la cama ritual estaban cubiertos por una alfombra tramada en hilo de oro. El peso total del oro que incluye todos los objetos es más de un kilogramo. Hay trece apliques de oro para cabestros equinos con imágenes de humanos, animales y plantas, representaciones inusuales en la arqueología tracia. Otros dos objetos rectangulares son dorados con figuras erguidas de guerreros, utilizados como decoración para la vaina de la espada. Existe una decoración circular de grandes características para la armadura del rey. El mango de la varilla es también dorado. En la tumba se hallan dos recipientes dorados con dos asas para beber vino, también denominados kiliks, y una notable guirnalda dorada con ramas, hojas y bellotas, entre otros detalles.
Tras el funeral, la entrada a las primeras dos habitaciones se cegó, y el pasillo fue incendiado y rellenado con piedras y tierra. La fachada estuvo enterrada y escondida a la vista.

## Galería

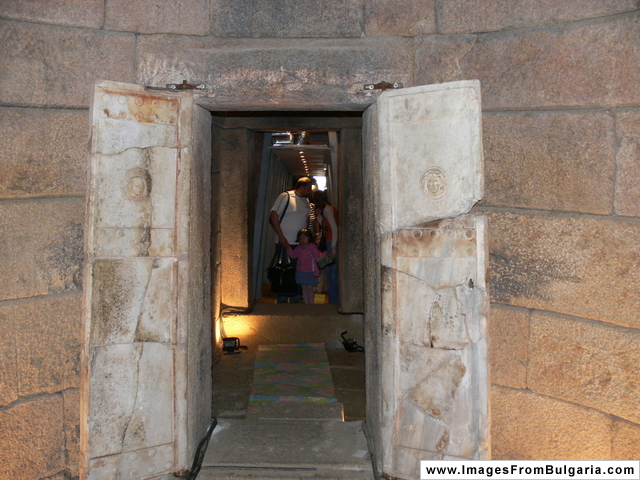
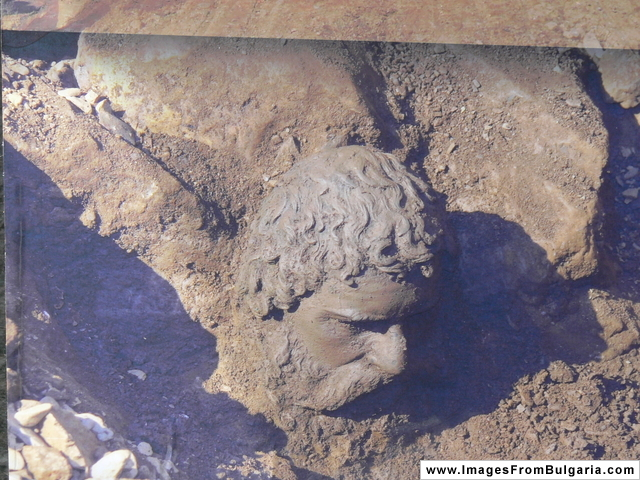
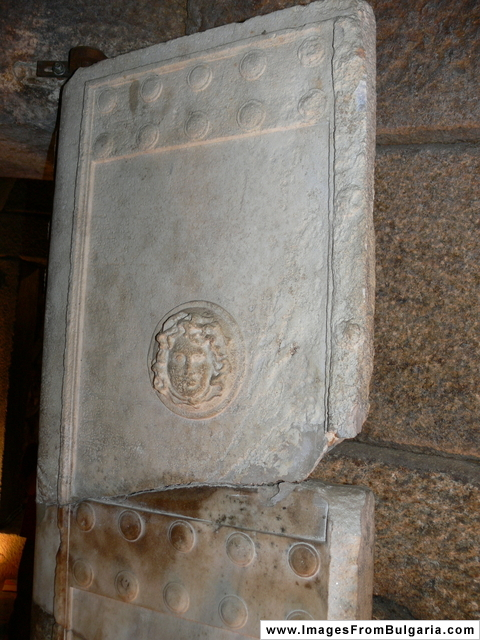
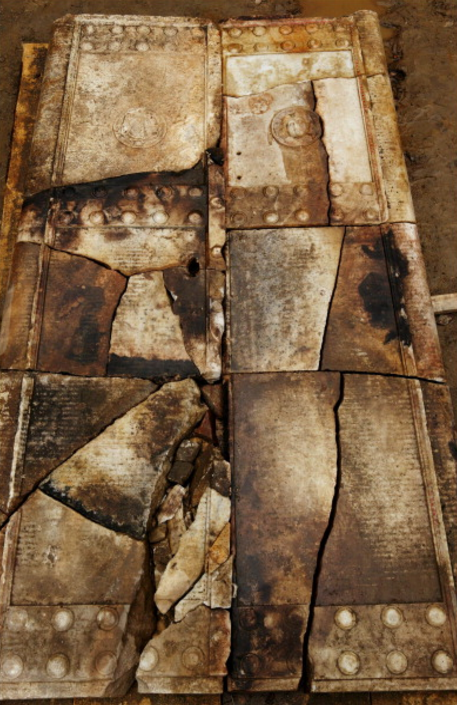
La puerta marmórea que conduce al mausoleo.